# Mistrzostwa świata U-20 w piłce nożnej kobiet
Mistrzostwa Świata U-20 w piłce nożnej kobiet (ang. FIFA U-20 Women's World Cup) – międzynarodowy turniej piłkarski organizowany co 2 lata dla zrzeszonych piłkarskich reprezentacji krajowych kobiet do lat 20 w wybranym państwie przez FIFA. Ze względu na wiek piłkarek rozgrywki potocznie można nazwać turniejem dziewcząt. Do tej pory najwięcej tytułów: Po 3 mają Amerykanki i Niemki. W 2018 roku pierwszy tytuł zdobyły Japonki. 

## Historia
Po raz pierwszy turniej został zorganizowany przez FIFA w 2002, jako Mistrzostwa świata U-19. W dwóch pierwszych edycjach wzięło udział 12 drużyn. W 2006 zwiększono liczbę zespołów do 16 i rozpoczęto przeprowadzanie imprezy w kategorii U-20.

## Zestawienie medalistek
| Rok                     | Gospodarz               | Finał                                | Finał                                | Finał                                | Mecz o 3 miejsce                     | Mecz o 3 miejsce                     | Mecz o 3 miejsce                     | Liczba finalistek       |
| Rok                     | Gospodarz               | Mistrz                               | Wynik                                | Wicemistrz                           | Trzecie miejsce                      | Wynik                                | Czwarte miejsce                      | Liczba finalistek       |
| Mistrzostwa Świata U-19 | Mistrzostwa Świata U-19 | Mistrzostwa Świata U-19              | Mistrzostwa Świata U-19              | Mistrzostwa Świata U-19              | Mistrzostwa Świata U-19              | Mistrzostwa Świata U-19              | Mistrzostwa Świata U-19              | Mistrzostwa Świata U-19 |
| ----------------------- | ----------------------- | ------------------------------------ | ------------------------------------ | ------------------------------------ | ------------------------------------ | ------------------------------------ | ------------------------------------ | ----------------------- |
| 2002 Szczegóły          | Kanada                  | Stany Zjednoczone U-19               | 1:0 po dogr.                         | Kanada U-19                          | Niemcy U-19                          | 1:1 po dogr. karne 4:3               | Brazylia U-19                        | 12                      |
| 2004 Szczegóły          | Tajlandia               | Niemcy U-19                          | 2:0                                  | Chiny U-19                           | Stany Zjednoczone U-19               | 3:0                                  | Brazylia U-19                        | 12                      |
| Mistrzostwa Świata U-20 |                         |                                      |                                      |                                      |                                      |                                      |                                      |                         |
| 2006 Szczegóły          | Rosja                   | Korea Północna U-20                  | 5:0                                  | Chiny U-20                           | Brazylia U-20                        | 0:0 po dogr. karne 6:5               | Stany Zjednoczone U-20               | 16                      |
| 2008 Szczegóły          | Chile                   | Stany Zjednoczone U-20               | 2:1                                  | Korea Północna                       | Niemcy U-20                          | 5:3                                  | Francja U-20                         | 16                      |
| 2010 Szczegóły          | Niemcy                  | Niemcy U-20                          | 2:0                                  | Nigeria U-20                         | Korea Południowa U-20                | 1:0                                  | Kolumbia U-20                        | 16                      |
| 2012 Szczegóły          | Japonia                 | Stany Zjednoczone U-20               | 1:0                                  | Niemcy U-20                          | Japonia U-20                         | 2:1                                  | Nigeria U-20                         | 16                      |
| 2014 Szczegóły          | Kanada                  | Niemcy U-20                          | 1:0                                  | Nigeria U-20                         | Francja U-20                         | 2:1                                  | Korea Północna U-20                  | 16                      |
| 2016 Szczegóły          | Papua-Nowa Gwinea       | Korea Północna U-20                  | 3:1                                  | Francja U-20                         | Japonia U-20                         | 1:0                                  | Stany Zjednoczone U-20               | 16                      |
| 2018 Szczegóły          | Francja                 | Japonia U-20                         | 3:1                                  | Hiszpania U-20                       | Anglia U-20                          | 1:1 po dogr. karne 4:2               | Francja U-20                         | 16                      |
| 2020                    | Kostaryka               | Anulowane z powodu pandemii COVID-19 | Anulowane z powodu pandemii COVID-19 | Anulowane z powodu pandemii COVID-19 | Anulowane z powodu pandemii COVID-19 | Anulowane z powodu pandemii COVID-19 | Anulowane z powodu pandemii COVID-19 | 16                      |
| 2022 Szczegóły          | Kostaryka               | Hiszpania U-20                       | 3:1                                  | Japonia U-20                         | Brazylia U-20                        | 4:1                                  | Holandia U-20                        | 16                      |
| 2024 Szczegóły          | Kolumbia                | Korea Północna U-20                  | 1:0                                  | Japonia U-20                         | Stany Zjednoczone U-20               | 2:1                                  | Holandia U-20                        | 24                      |
| 2026 Szczegóły          | Polska                  |                                      |                                      |                                      |                                      |                                      |                                      | 24                      |

## Nagrody

### Najlepsza strzelczyni
| Turniej                | Zwyciężczyni       | Gole |
| ---------------------- | ------------------ | ---- |
| Kanada 2002            | Christine Sinclair | 10   |
| Tajlandia 2004         | Brittany Timko     | 7    |
| Rosja 2006             | Xiaoxu Ma          | 5    |
| Chile 2008             | Sydney Leroux      | 5    |
| Niemcy 2010            | Alexandra Popp     | 10   |
| Japonia 2012           | KIM Un Hwa         | 7    |
| Kanada 2014            | Asisat Oshoala     | 7    |
| Papua-Nowa Gwinea 2016 | Mami Ueno          | 5    |
| Francja 2018           | Patricia Guijarro  | 6    |
| Kostaryka 2022         | Inma Gabarro       | 8    |

### Złota piłka
| Turniej                | Zwyciężczyni       |
| ---------------------- | ------------------ |
| Kanada 2002            | Christine Sinclair |
| Tajlandia 2004         | Marta              |
| Rosja 2006             | Xiaoxu Ma          |
| Chile 2008             | Sydney Leroux      |
| Niemcy 2010            | Alexandra Popp     |
| Japonia 2012           | Dzsenifer Marozsán |
| Kanada 2014            | Asisat Oshoala     |
| Papua-Nowa Gwinea 2016 | Hina Sugita        |
| Francja 2018           | Patricia Guijarro  |
| Kostaryka 2022         | Maika Hamano       |

### Nagroda FIFA Fair Play
| Turniej                | Zwyciężczyni      |
| ---------------------- | ----------------- |
| Kanada 2002            | Japonia           |
| Tajlandia 2004         | Stany Zjednoczone |
| Rosja 2006             | Korea Północna    |
| Chile 2008             | Stany Zjednoczone |
| Niemcy 2010            | Korea Południowa  |
| Japonia 2012           | Japonia           |
| Kanada 2014            | Kanada            |
| Papua-Nowa Gwinea 2016 | Japonia           |
| Francja 2018           | Japonia           |
| Kostaryka 2022         | Japonia           |

## Klasyfikacja medalowa
| Miejsce | Reprezentacja          | 1. miejsca | 2. miejsca | 3. miejsca | Razem | Lata zwycięstw    | Lata zdobycia 2 miejsc | Lata zdobycia 3 miejsc |
| ------- | ---------------------- | ---------- | ---------- | ---------- | ----- | ----------------- | ---------------------- | ---------------------- |
| 1.      | Niemcy U-20            | 3          | 1          | 2          | 6     | 2004, 2010*, 2014 | 2012                   | 2002, 2008             |
| 2.      | Korea Północna U-20    | 3          | 1          | 0          | 4     | 2006, 2016, 2024  | 2008                   |                        |
| 3.      | Stany Zjednoczone U-20 | 3          | 0          | 1          | 5     | 2002, 2008, 2012  |                        | 2004, 2024             |
| 4.      | Japonia U-20           | 1          | 2          | 1          | 4     | 2018              | 2022, 2024             | 2012*                  |
| 5.      | Hiszpania U-20         | 1          | 1          | 0          | 2     | 2022              | 2018                   |                        |
| 6.      | Nigeria U-20           | 0          | 2          | 0          | 2     |                   | 2010, 2014             |                        |
| 6.      | Chiny U-20             | 0          | 2          | 0          | 2     |                   | 2004, 2006             |                        |
| 7.      | Francja U-20           | 0          | 1          | 1          | 2     |                   | 2016                   | 2014                   |
| 8.      | Kanada U-20            | 0          | 1          | 0          | 1     |                   | 2002*                  |                        |
| 9.      | Brazylia U-20          | 0          | 0          | 2          | 2     |                   |                        | 2006, 2022             |
| 10.     | Korea Południowa U-20  | 0          | 0          | 1          | 1     |                   |                        | 2010                   |
| 10.     | Anglia U-20            | 0          | 0          | 1          | 1     |                   |                        | 2018                   |
| 10.     | Holandia U-20          | 0          | 0          | 1          | 1     |                   |                        | 2022                   |

* – jako gospodarz.